# Sociedad Patriótica
La Sociedad Patriótica (in italiano Società Patriottica), o anche chiamata Club Patriottico, era un'associazione politica rivoluzionaria venezuelana che sosteneva con forza l'indipendenza del paese. Fondata da Juan Germán Roscio nel luglio del 1810, fu ufficialmente riconosciuta dalla Giunta Suprema di Governo del Venezuela in seguito alla rivoluzione del 19 aprile dello stesso anno. Questa società rimase attiva per tutto il periodo della Prima Repubblica venezuelana.
Tale fu la sua influenza che alla fine di giugno del 1811 si diceva che in Venezuela coesistessero due "congressi": il Congresso Costituente e la Società Patriottica. I membri di quest'ultima erano noti come "socios" (in italiano soci).